# Spaanders
Spaanders was een Nederlands satirisch televisieprogramma dat uitgezonden werd door BNNVARA op NPO 1. Het programma werd gepresenteerd door Patrick Lodiers. De naam komt van het spreekwoord 'waar (hout) gehakt wordt vallen spaanders'.

## Inhoud van het programma
Het programma is gemaakt in de geest van het populaire tv-programma Kopspijkers dat van 1995 tot 2005 te zien was bij de VARA op Nederland 3 (nu NPO 3). Het programma heeft ook veel elementen overgenomen van Kopspijkers. Zo is er ook een groep cabaretiers die persiflages doet, bestaande uit onder andere Andries Tunru, Alex Ploeg, Diederik Smit, Valentijn Benard, Nabil Aoulad Ayad, Yvonne van den Eerenbeemt, Sieger Sloot en Janneke Rinzema en is er een quiz met vragen die uit fragmenten voortkomen. De deelnemers (BN'ers) moeten zelf de score bijhouden op hun scoreborden. Ook komt er een persoon aan het woord die een bijzonder verhaal heeft en er komt een zanger of zangeres langs die een lied komt zingen. In elke aflevering wordt het nieuws van de afgelopen week in de jaren 60 gepresenteerd om aan mensen van die tijd te vragen wat ze ervan vinden.
Aan het eind is er nog een groot spel waarin de winnaar naar huis mag met een barbel. De nummer twee krijgt een kleinere versie.

## Decor
Het programma heeft als decor een café waar ook publiek is en een band onder leiding van drummer Cyril Directie.

## Kijkcijfers
Sinds de eerste uitzending haalt het programma de Nederlandse top 10 van de best bekeken programma's van de zaterdagavond. Spaanders belandde op plek 6.
| Afl. | Datum             | Kijkcijfers |
| ---- | ----------------- | ----------- |
| 1    | 11 september 2021 | 763.000     |
| 2    | 18 september 2021 | 721.000     |
| 3    | 25 september 2021 | 653.000     |
| 4    | 2 oktober 2021    | 808.000     |
| 5    | 9 oktober 2021    | 679.000     |
| 6    | 16 oktober 2021   | 733.000     |
| 7    | 23 oktober 2021   | 554.000     |